# Marin Guéroult Lapalière
Marin Guéroult de La Palière, né le 19 septembre 1745 à Livry (Calvados) où il est mort le 12 septembre 1838, est un général de brigade de la Révolution française.

## États de service
Il entre en service en 1755 sur la frégate La Friponne, jusqu’en novembre 1756, il embarque de nouveau du 1er juillet 1757 jusqu’au 10 mars 1758. En 1759, il sert comme cadet pilotin au régiment de Dunkerque, puis il entre au service de l’Espagne comme garde du roi en 1762.
De retour en France en 1766, il rejoint les gendarmes de la garde, et il est réformé en 1784.
Retiré à Aix-la-Chapelle, il revient en France à la Révolution, et en octobre 1792, il est nommé adjudant général à l’armée du Nord.
Il est promu général de brigade provisoire le 7 avril 1793 par le commandant en chef de l’armée du Nord, le général Dampierre, il est confirmé dans son grade le 15 mai suivant, il commande la place de Cambrai, Le Cateau et Solesmes. Il est suspendu, puis arrêté le 30 juillet 1793 en raison de ses origines aristocratiques. Emprisonné à Dijon, il est libéré le 31 juillet 1794.
Il est réintégré à l’armée le 8 mai 1795, à l’armée du Nord, et le 13 juin suivant il commande Louvain et Tirlemont. Il est admis à la retraite le 31 juillet 1795, pour cause de maladie.
Il se retire à Bruxelles.

## Sources
- (en) « Generals Who Served in the French Army during the Period 1789 - 1814: Eberle to Exelmans »
- (pl) « Napoléon.org.pl »
- Étienne Charavay, Correspondance général de Carnot, tome 2, imprimerie Nationale, 1894, p. 257.